# Markwart Herzog
Markwart Herzog (* 1958 in Heilbronn) ist ein deutscher Philosoph, Sport- und Kulturhistoriker.

## Leben und Wirken
Markwart Herzog studierte in München Philosophie, Theologie und Kommunikationswissenschaft. Von 1989 bis 1997 war er Wissenschaftlicher Assistent des Forschungs- und Studienprojektes der Rottendorf-Stiftung an der Hochschule für Philosophie München. Ab 1989 arbeitete er außerdem fünf Jahre bei Wolfhart Pannenberg am  Institut für Fundamentaltheologie und Ökumene der Ludwig-Maximilians-Universität München. 1995 wurde er in Religionsphilosophie promoviert. Seine Dissertation über philosophische Deutungen der Höllenfahrt Jesu Christi in der Frühen Neuzeit erschien 1997 unter dem Titel Descensus ad inferos und wurde mit dem Richard-Schaeffler-Preis ausgezeichnet. 1997 bis 2009 war er Wissenschaftlicher Bildungsreferent an der Schwabenakademie Irsee.
Von Dezember 2009 bis September 2024 leitete Herzog als Direktor die Schwabenakademie Irsee. Er publiziert über Themen der Religions-, Sport-, Medizin- und Strafrechtsgeschichte. Seine sporthistorischen Veröffentlichungen beschäftigen sich im Schwerpunkt mit dem Fußball. Seine Forschungen über den 1. FC Kaiserslautern und den FC Bayern München in der Zeit des „Dritten Reichs“ wurden stark beachtet und intensiv diskutiert.
Herzog ist Mitherausgeber der Buchreihen Irseer Dialoge. Kultur und Wissenschaft interdisziplinär (Verlag W. Kohlhammer, Stuttgart), Irseer Schriften. Studien zur Wirtschafts-, Kultur- und Mentalitätsgeschichte N.F. (UVK, Konstanz und München) und Kunsthistorisches Forum Irsee (Michael-Imhof-Verlag, Petersberg) sowie Mitherausgeber von Stadion. Internationale Zeitschrift für Geschichte des Sports (Academia Verlag in der Nomos Verlagsgesellschaft, Baden-Baden).
Herzog ist Mitglied der International Society of Olympic Historians, der International Society for the History of Physical Education and Sport und der Deutschen Akademie für Fußball-Kultur.
Herzog ist verheiratet und hat zwei Kinder.

## Publikationen

### Auswahl Bücher
- als Herausgeber gemeinsam mit Peter Fassl: Sportler jüdischer Herkunft in Süddeutschland (= Irseer Dialoge. Bd. 22). Kohlhammer, Stuttgart 2021, ISBN 978-3-17-038583-2.
- als Herausgeber gemeinsam mit Fabian Brändle: European Football During the Second World War. Training and Entertainment, Ideology and Propaganda (= Sport, History and Culture. Bd. 8). Peter Lang, Oxford etc. 2018, ISBN 978-1-78874-474-4.
- als Herausgeber mit Alois Schmid: Katholische Aufklärung im Benediktinerreichsstift Irsee, (Irseer Schriften. Bd. 13), Konstanz und München 2018, ISBN 978-3-86764-814-1.
- als Herausgeber gemeinsam mit Fabian Brändle: Europäischer Fußball im Zweiten Weltkrieg (= Irseer Dialoge. Bd. 19), Kohlhammer, Stuttgart 2015, ISBN 978-3-17-025582-1.
- als Herausgeber: Frauenfußball in Deutschland. Anfänge – Verbote – Widerstände – Durchbruch (= Irseer Dialoge. Bd. 18). Kohlhammer, Stuttgart 2013, ISBN 978-3-17-023013-2.
- als Herausgeber: Memorialkultur im Fußballsport. Medien, Rituale und Praktiken des Erinnerns, Gedenkens und Vergessens (= Irseer Dialoge.  Bd. 17). Kohlhammer, Stuttgart 2013, ISBN 978-3-17-022554-1.
- „Blitzkrieg“ im Fußballstadion. Der Spielsystemstreit zwischen dem NS-Sportfunktionär Karl Oberhuber und Reichstrainer Sepp Herberger (= Irseer Dialoge. Bd. 16). Kohlhammer, Stuttgart 2012, ISBN 978-3-17-022217-5.
- als Herausgeber: Memorialkultur im Fußballsport. Medien, Rituale und Praktiken des Erinnerns, Gedenkens und Vergessens (= Irseer Dialoge. Bd. 17). Kohlhammer, Stuttgart 2012, ISBN 978-3-17-022554-1.
- als Herausgeber mit Huberta Weigl: Mitteleuropäische Klöster der Barockzeit. Vergegenwärtigung monastischer Vergangenheit in Wort und Bild (= Irseer Schriften. NF Bd. 5). UVK-Verlags-Gesellschaft, Konstanz 2011, ISBN 978-3-86764-189-0.
- als Herausgeber mit Mario Leis: Der Bahnhof: Basilika der Mobilität – Erlebniswelt der Moderne (= Irseer Dialoge. Bd. 14). Kohlhammer, Stuttgart 2010, ISBN 978-3-17-020566-6.
- Der „Betze“ unterm Hakenkreuz. Der 1. FC Kaiserslautern in der Zeit des Nationalsozialismus. Verlag Die Werkstatt, Göttingen 2006, ISBN 3-89533-541-X.
- als Herausgeber mit Norbert Fischer: Nekropolis. Der Friedhof als Ort der Toten und der Lebenden (= Irseer Dialoge. Bd. 10). Kohlhammer, Stuttgart 2005, ISBN 3-17-018508-X.
- als Herausgeber: Fußball als Kulturphänomen. Kunst – Kultur – Kommerz (= Irseer Dialoge. Bd. 7). Kohlhammer, Stuttgart 2002, ISBN 3-17-017372-3.
- als Herausgeber: Der Streit um die Zeit. Zeitmessung – Kalenderreform – Gegenzeit – Endzeit (= Irseer Dialoge. Bd. 5). Kohlhammer, Stuttgart 2002, ISBN 3-17-016971-8.
- als Herausgeber: Totengedenken und Trauerkultur. Geschichte und Zukunft des Umgangs mit Verstorbenen (= Irseer Dialoge. Bd. 6). Kohlhammer, Stuttgart u. a. 2001, ISBN 3-17-016972-6.
- als Herausgeber: Die Wiederkunft der Engel. Beiträge zur Kunst und Kultur der Moderne (= Irseer Dialoge. Bd. 2). Kohlhammer, Stuttgart 2000, ISBN 3-17-016442-2.
- „Descensus ad inferos“. Eine religionsphilosophische Untersuchung der Motive und Interpretationen mit besonderer Berücksichtigung der monographischen Literatur seit dem 16. Jahrhundert (= Frankfurter theologische Studien. Bd. 53). Knecht, Frankfurt am Main 1997, ISBN 3-7820-0759-X.

### Auswahl Aufsätze
- Dokumentiert in: Clio-online – https://www.clio-online.de/researcher/id/researcher-13026